# Michał Gedeon Radziwiłł

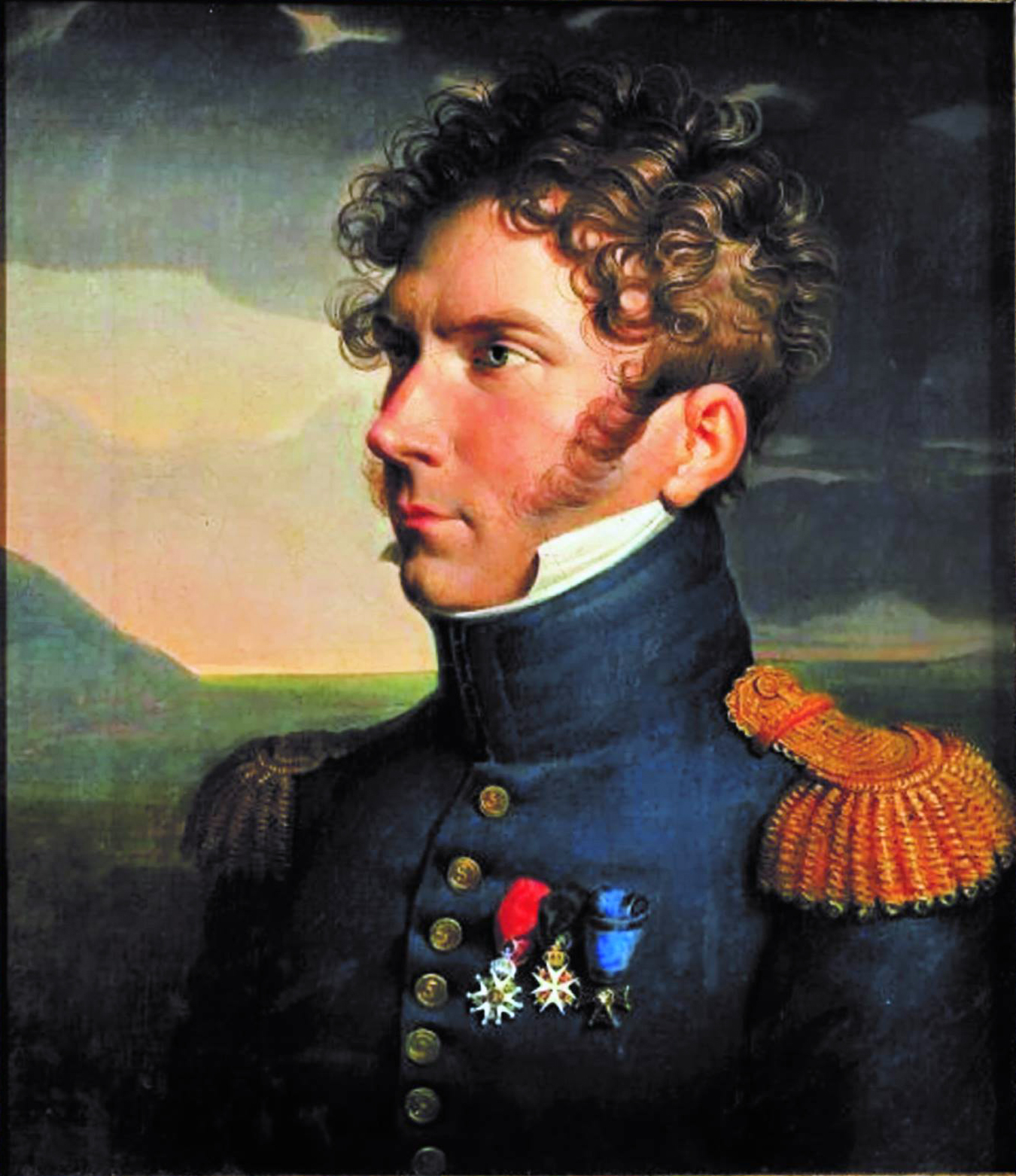
Michał Gedeon Radziwiłł in der Uniform des Herzogtums Warschau.

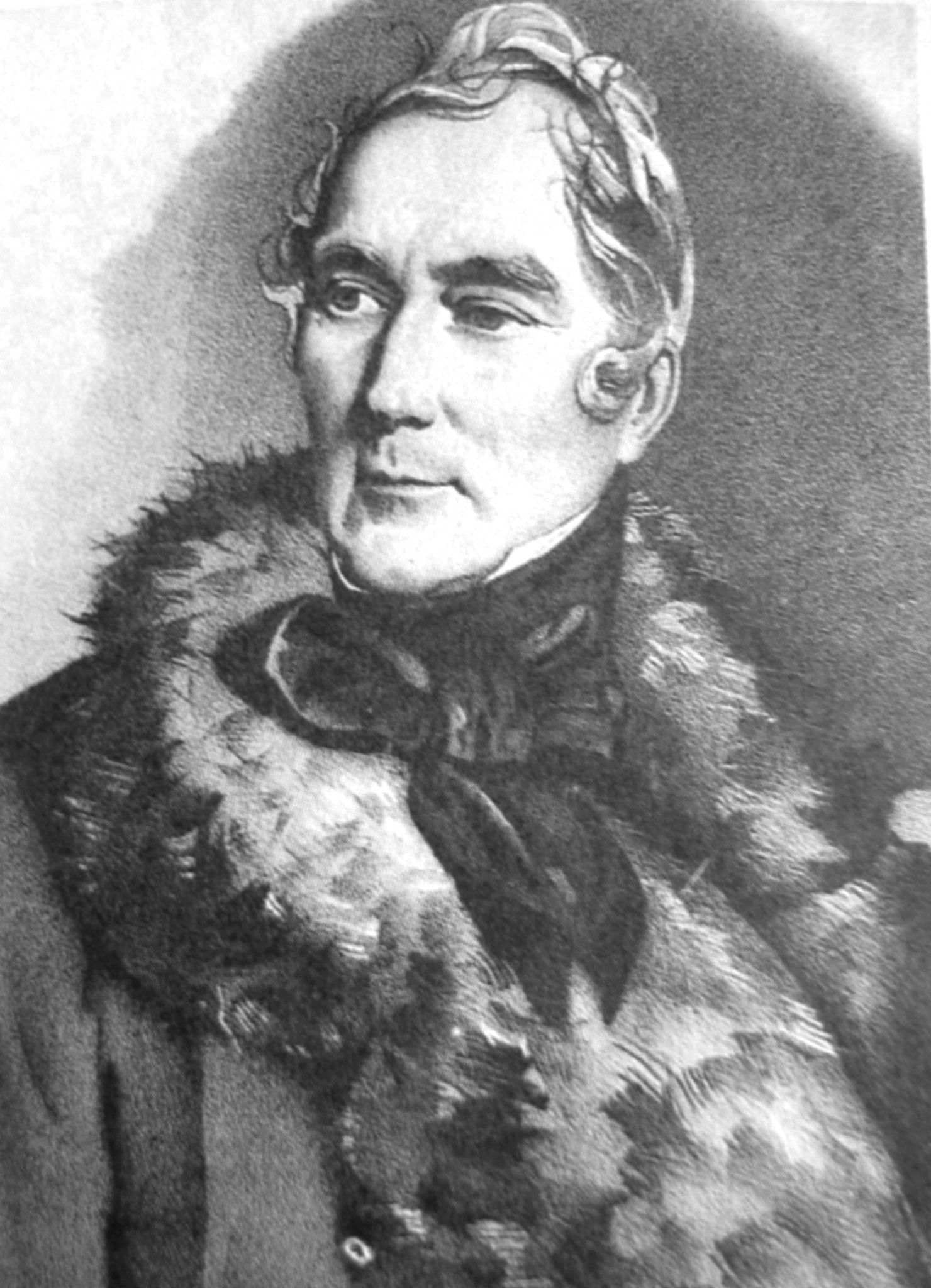
Michał Gedeon Radziwiłł in späteren Jahren.

Fürst Michał Gedeon Radziwiłł (* 24. September 1778 in Warschau; † 24. Mai 1850 ebendort) war ein polnisch-litauischer General. Nach dem Novemberaufstand gegen Russland führte er 1831 kurze Zeit den Oberbefehl über die polnische Armee.

## Biografie
Seine Eltern waren der letzte Woiwode von Vilnius, Fürst Michał Hieronim Radziwiłł (1744–1831), und dessen Gattin Helena geborene Gräfin Przeździecka (1753–1821). Er beteiligte sich am polnischen Aufstand gegen Preußen von 1806. Später diente er in der Armee des Herzogtums Warschau. 1811 wurde er Brigadegeneral. Im Jahr 1812 machte er den Russlandfeldzug Napoleons mit. Er zeichnete sich in der Schlacht um Smolensk und später bei der Belagerung von Danzig aus. Nach der Gründung des russisch dominierten Königreichs Polen wurde er 1815 mit dem Rang eines Divisionsgenerals entlassen. Im selben Jahr heiratete er Gräfin Aleksandra Stecka (1796–1864). Mit ihr hatte er den Sohn Karol (1821–1886) und eine Tochter.
Nach dem Novemberaufstand wurde er Oberbefehlshaber der polnischen Armee. Er kommandierte diese in den Kämpfen zu Kriegsbeginn im Februar 1831. Nach der unentschiedenen Schlacht bei Grochów plädierte er vergeblich für einen Friedensschluss. Darauf legte er den Oberbefehl nieder und diente fortan als einfacher Soldat. Nach dem russischen Sieg wurde er in Jaroslawl inhaftiert. Ab 1836 lebte er in Dresden.

## Anmerkung
1. ↑  Litauisch: Mykolas Gedeonas Radvila.

| Personendaten    | Personendaten            |
| ---------------- | ------------------------ |
| NAME             | Radziwiłł, Michał Gedeon |
| KURZBESCHREIBUNG | polnischer General       |
| GEBURTSDATUM     | 24. September 1778       |
| GEBURTSORT       | Warschau                 |
| STERBEDATUM      | 24. Mai 1850             |
| STERBEORT        | Warschau                 |